# Hiroshi Suzuki (simmare)
Hiroshi Suzuki, född 18 september 1933, är en japansk före detta simmare.
Suzuki blev olympisk silvermedaljör på 100 meter frisim vid sommarspelen 1952 i Helsingfors.